# Žagolič
Žagolič este o localitate din comuna Ajdovščina, Slovenia, cu o populație de 130 de locuitori.